# Skriv om och om igen
Skriv om och om igen är en svensk fackbok för barn och ungdomar skriven av Ylva Karlsson och Katarina Kuick. Boken är utgiven på förlaget X Publishing.
Boken är skriven för att inspirera barn och ungdomar att skriva, författarna har båda tidigare erfarenhet som ledare för skrivarkurser. I boken har de nu samlat sina bästa tips, råd och övningar för att komma igång och skriva. Boken är illustrerad av Sara Lundberg och Lilian Bäckman.
Boken mottog Augustpriset för bästa barn- och ungdomsbok 2009, juryns motivering löd:
Äntligen! En faktabok som på allvar utmanar, inspirerar och ger hopp till alla som vill läsa och skriva. Författarna ger professionella verktyg och användbar kunskap som förmedlar oerhörd lust att själv skapa. En formfulländad källa till kreativitet.